# Wapelbecken II
Bei dem Wapelbecken II handelt es sich um ein Hochwasserrückhaltebecken auf dem Gebiet der Stadt Verl. Es befindet sich im Verler Ortsteil Kaunitz und liegt am namensgebenden Wapelbach. Flussabwärts folgt das Wapelbecken I. 
Betrieben wird das Becken durch den 1998 gegründeten Wapel-Wasserverband. An dem Verband sind die flussabwärts liegenden Städte Rheda-Wiedenbrück zu 21 % beteiligt und Rietberg zu 46 % sowie Verl zu 33 %.
Es wurde 2023 in Betrieb genommen und kann 128.730 Kubikmeter Wasser aufnehmen. Es liegt innerhalb des Naturschutzgebietes Grasmeerwiesen im Verler Ortsteil Kaunitz und ist als Hochwasserrückhaltebecken im „Hauptschluss“ errichtet worden.